# Brad Pitt (Boxer)
Bradley Michael „Brad“ Pitt (* 8. November 1981 in Rosebud) ist ein australischer Schwergewichts-Amateurboxer.

## Werdegang
Pitt stammt aus Blairgowrie im Bundesstaat Victoria und ist von Beruf Anstreicher. Im März 2006 gewann er bei den Commonwealth Games 2006 in Melbourne durch einen Finalsieg über den Inder Harpreet Singh die Goldmedaille im Schwergewicht. Am 23. Juli 2006 boxte er in Darwin um den nationalen Meistertitel, unterlag aber Adam Forsyth.
Bei den Boxweltmeisterschaften 2007 in Chicago schied Pitt bereits in der ersten Runde gegen den späteren Bronzemedaillengewinner Yushan Nijiati (China) aus. Bei den ozeanischen Meisterschaften im April 2008 in Apia gelang ihm jedoch mit einem Finalsieg über Adam Forsyth die Qualifikation für die Olympischen Sommerspiele 2008 in Peking. Hier schied er am 13. August 2008 im Achtelfinale gegen den Marokkaner Mohamed Arjaoui aus.